# Lenochod trpasličí
Lenochod trpasličí (Bradypus pygmaeus), druh rodu Bradypus, je nejmenším a nejpozději objeveným lenochodem tříprstým. Byl popsán teprve v roce 2001 a pro svou vzácnost je počítán mezi kriticky ohrožené druhy zvířat. Je to samotářský savec trávící svůj život skrytě v korunách stromů, kde se pohybuje jen velmi zvolna.

## Výskyt
Žije výhradně ve Střední Americe na malém ostrově Escudo de Veraguas, který se nachází u severovýchodního pobřeží Panamy. Ostrov o rozloze pouhých 4,3 km², vzdálený 17,6 km od panamského pobřeží, je trvale neobydlen a pouze příležitostně navštěvován rybáři. Lenochod trpasličí tam u mořského pobřeží obývá mangrovový porost, který není rozsáhlejší než 1,5 km².
Od ostatních druhů lenochodů byli jeho prapředci odděleni pravděpodobně asi před 10 000 lety, kdy s ústupem doby ledové se zvedla mořská hladina a ostrov izolovala od středoamerické pevniny. Potvrzuje to i předběžnými studiemi zjištěná nízká úroveň genetické rozmanitosti.

## Popis
Tento ochlupený savec bývá dlouhý 480 až 530 mm a vážívá od 2,5 do 3,5 kg. Základní barva jeho srsti je světle šedohnědá, tvář má žlutohnědou s tmavými kruhy okolo očí. Hrdlo má šedohnědé a na zádech mívá často různé skvrny, dospělý samec se od ostatních odlišuje oranžovou skvrnou na zádech protnutou svislým černým pruhem. Srst je dlouhá, huňatá a porostlá drobnou symbiotickou řasou, která způsobuje její zelenavý nádech, vhodné maskování pro život na stromech.
Má poměrně tupý čenich a celkem 18 zubů, z toho v horní čelisti deset (dva dlátovité řezáky a osm stoliček) a v dolní čelisti osm  (dva řezáky a šest stoliček). Jeho přední končetiny jsou mnohem delší než zadní a všechny mají po třech nepohyblivých prstech zakončených dlouhými zahnutými drápy. Uspořádání krční páteře mu umožňuje otáčet hlavou téměř o 360° a sledovat tak okolí za sebou bez nutnosti pohnout zbytkem těla.

## Chování
Jsou to osaměle žijící zvířata, která se vzájemně setkávají jen v období páření. Svůj čas tráví na stromech zavěšeni za silné, ohnuté drápy visíce hřbetem dolů. V této poloze se jen zvolna přesunují za potravou, spí, páří se a také vychovávají potomky; obvykle nemají tendenci daleko cestovat. Se stromu slézají jen při přesunu za potravou na jiný strom, po pevné zemi se pohybují díky slabým a dlouhým předním končetinám velice pomalu, spíše se plíží. Při stěhování mezi jednotlivými stromy v mangrovech poměrně dobře plavou. Na zem sestupují také v intervalech asi sedmi dnů, kdy se potřebují vyprázdnit, po kmeni šplhají za pomoci ostrých drápů. Na způsob života vzhůru nohama se adaptovala i jejich srst, jejíž dlouhé chlupy rostou od břicha na záda, dešťová voda tak po nich stéká.
Všechny pohyby vykonávají velmi pomalu, jejich hlavní obranou proti dravcům je právě tento téměř nepostřehnutelný pohyb a dobré maskování šedozeleným zabarvením srsti. Na ostrově nežijí pro ně nebezpeční pozemní dravci, napadnout je mohou pouze draví ptáci. Těm se úspěšně brání svou hrubou chlupatou srstí a pevným držením za větev, je u nich také pozoruhodná schopnost rychlého hojení utržených ran.
Jsou býložravci a živí se téměř výhradně listy, květy i plody stromů, v tamních mangrovech roste nejvíce kořenovník obecný. Tato strava není příliš vydatná a zřejmě následkem toho mají pomalý metabolismus. Nejsou časově vyhraněná zvířata, mohou se v kteroukoliv denní či noční dobu zabývat potravou, spát či jen odpočívat.

## Rozmnožování
V období páření se vyhledávají hlasitým voláním a pravděpodobně používají i vzájemnou chemickou komunikaci. O průběhu námluv a páření je pouze málo informací, existují jen důkazy, že samci o samici spolu soutěží. Doba březosti ani délka péče samice o potomky není známa. V porovnání s příbuznými druhy se předpokládá březost po dobu šesti měsíců a stejně dlouhá starostlivost o mláďata. Taktéž nejsou informace o věku pohlavní dospělosti a dlouhověkosti, příbuzné druhy se mohou dožít 30 až 40 let.

## Ohrožení
V současnosti žije na ostrově Isla Escudo de Veraguas pravděpodobně méně než 500 jedinců, kteří se vyskytují na ploše asi jen 1,3 až 1,5 km². Neobydlený ostrov je od roku 2009 prohlášen za chráněné území, takže tam nehrozí rozvoj cestovní ruchu, který by jistě předznamenal zánik této vzácné populace. Na ostrov občas zajíždějí pouze rybáři a z pevniny připlouvají domorodci kácet stromy, tím ale zmenšují životní prostor pro vzácná zvířata. Podle IUCN je lenochod trpasličí hodnocen jako druh kriticky ohrožený (CR).